# Bartłomiej Koziejko
Bartłomiej Koziejko (28 de febrero de 2000) es un deportista de Polonia que compite en natación. Ganó una medalla de bronce en los Juegos Olímpicos de la Juventud de 2018, en la prueba de 4 × 100 m estilos.